# Isla Raben
La isla Raben (en alemán: Rabeninsel, es decir Isla de los cuervos) es una isla fluvial alemana en el río Saale que pertenece administrativamente al estado de Sajonia-Anhalt. Posee una superficie 41 hectáreas con 1,2 kilómetros de largo por 580 metros de ancho. Se encuentra deshabitada. La isla es accesible a través de dos puentes ubicados en el norte y el este. La isla Raben es parte de una reserva natural de 90,7 hectáreas de superficie.